# Cattedrale di Sant'Enrico
La cattedrale di Sant'Enrico è il principale luogo di culto della Chiesa cattolica ad Helsinki, è dedicata a sant'Enrico di Uppsala ed è la cattedrale della diocesi di Helsinki.

## Storia
L'edificio, eretto tra il 1858 e il 1860 in stile neogotico è stato progettato dall'architetto tedesco Ernst Lohrmann come chiesa per i soldati polacchi in servizio nell'esercito russo. Nel 1955, la chiesa divenne una cattedrale della Diocesi di Helsinki. Nel 1981 l'interno della chiesa è stato restaurato dall'architetto Olof Hansson. Un successivo restauro nel 2010 ha interessato il tetto della chiesa, in pericolo di crollo.
Il 6 giugno del 1989 la cattedrale è stata visitata da papa Giovanni Paolo II, durante il suo viaggio apostolico nei paesi scandinavi.